# تيد وايت (لاعب كرة قدم أمريكية شمالية)
تيد وايت (بالإنجليزية: Ted White)‏ هو لاعب كرة قدم أمريكية شمالية ‏ أمريكي، ولد في 29 مايو 1976 في باتون روج في الولايات المتحدة.